# Кнейф, Ваутер
Ваутер Кнейф (нидерл. Wouter Knijff, другие варианты написания имени нидерл. Knijff, Knijf, Knyf, Knyff; 1605, Везель — 2 февраля 1694, Берген-оп-Зом), голландский пейзажист фламандского происхождения Золотого века Голландии.

## Биография

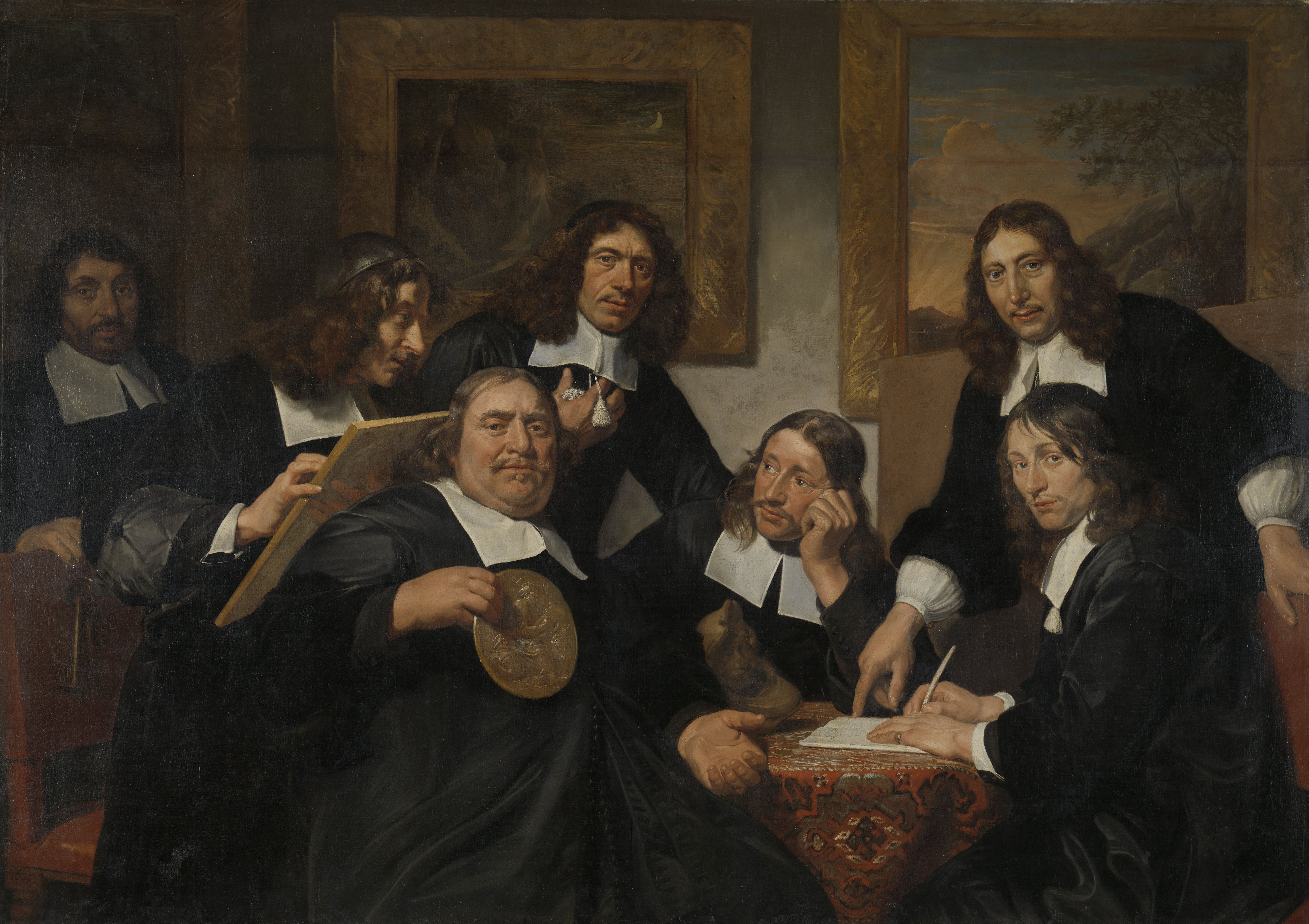
Ваутер Кнейф — крайний слева на картине Яна де Брая, изображающей членов гильдии Святого Луки. Харлем, 1675

Голландский художник фламандского происхождения Ваутер Кнейф родился во времена Нидерландской революции в 1605, по другим сведениям в 1607 году в городе Везель (современная Германия). Некоторые источники указывают на Харлем как место рождения художника. Через свою тётю Джуди Кнейф (англ. Judy Knijff) он был в родственных отношениях с другой голландской династией художников из Харлема — Вермееров (Van Thiel-Stroman), в том числе и Яном Вермеером ван Харлемом Старшим.
После нескольких лет затишья ожесточается борьба между Соединёнными провинциями и контролируемыми испанцами южными штатами Нидерландов. Семья вынуждена покинуть Везель и перебраться в тихий сельский Эгмонд-ан-ден-Хуф, поближе к месту проживания тёти Ваутера — Джуди Кнейф — недалеко от Алкмара, где и проживёт до конца 1630-х годов.
К 1639 году Ваутер Кнейф уже известен как профессиональный художник, и для продолжения карьеры он переезжает в Харлем, переживавший в это время, как экономический, так и культурный расцвет. В 1640 году он становится членом Гильдии Святого Луки — цехового объединения художников, скульпторов и печатников, присоединившись к таким мастерам, как Брай де Ян, Дирк де Брей (англ. Dirck de Bray) и другим. Участники гильдии имели право продавать свои картины непосредственно публике. Этим правом воспользовался и Ваутер Кнейф, кроме основного ремесла подрабатывая ещё и продажей как собственных картин, так и произведений коллег по цеху. К своей работе он подключает сыновей, которые в следующем, 1681 году, покинут родину и окончательно переберутся в Лондон, продолжив дилерский бизнес отца в английской столице. На 40 — 50 годы XVII века приходится расцвет творчества Ваутера Кнейфа.
К 1652 году он переезжает в Мидделбург и становится членом мидделбургской Гильдии Святого Луки. В 70-летнем возрасте Кнейф переезжает в Берген-оп-Зом, где он и скончался в начале 1694 года. Похоронен 2 февраля 1694 г.

## Семья

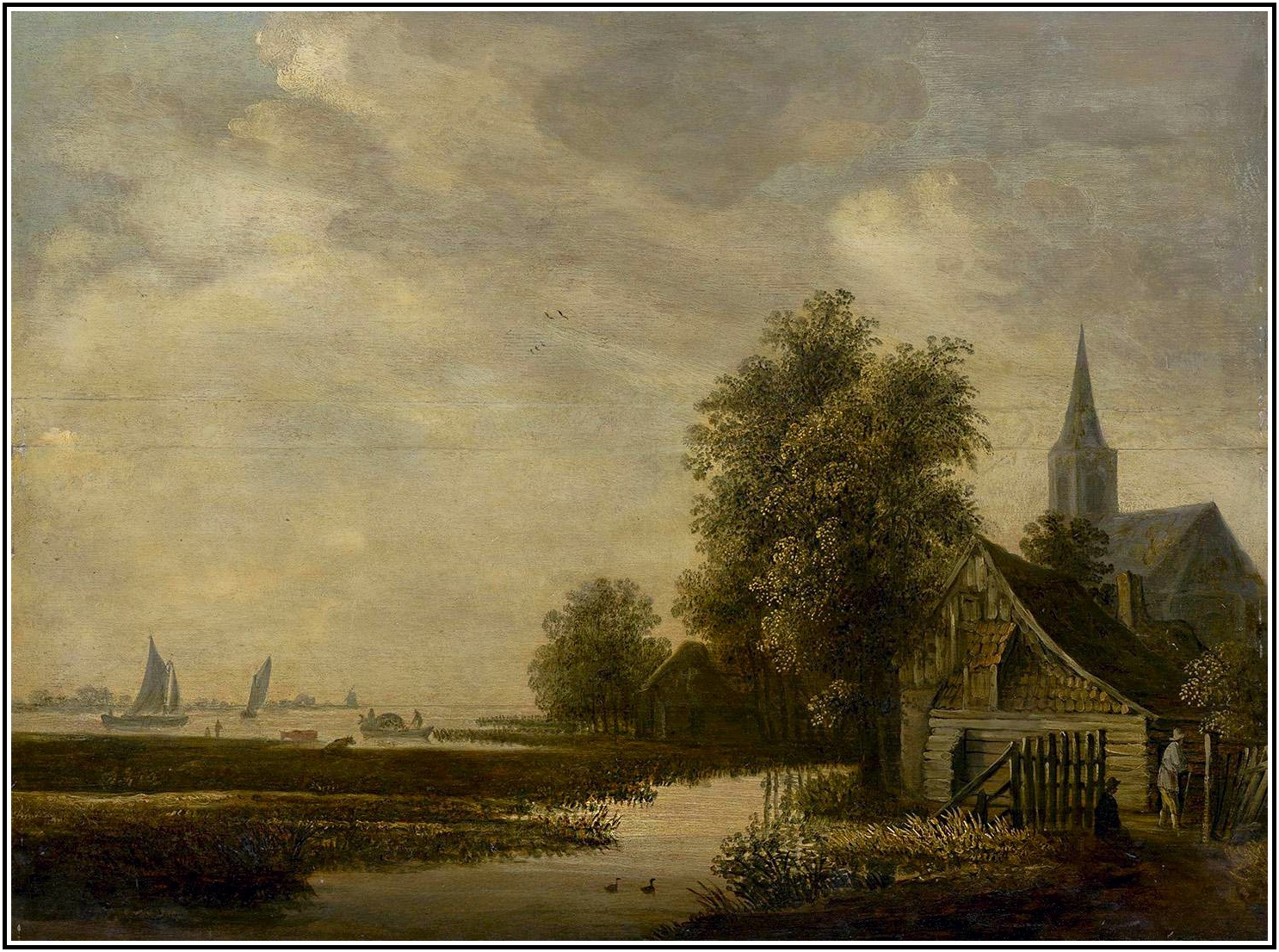
Ваутер Кнейф. Речной пейзаж. 1650, Эрмитаж

Ваутер Кнейф является родоначальником семьи голландских художников XVII века. В браке у него родилось семь детей. Трое его сыновей стали художниками: Якоб Кнейф (р. 1639), Виллем Кнейф (р. 1646) и Леонард Кнейф (р. 1650). Как и его отец, Виллем, вступивший в Гильдию Святого Луки в Харлеме 12 апреля 1670 года), специализировался на речных пейзажах. Якоб и Леонард покинули Голландию и были активны в основном в Лондоне. Леонард Кнейф кроме выполнения художественных работ практиковал также в качестве аукциониста.

## Творчество

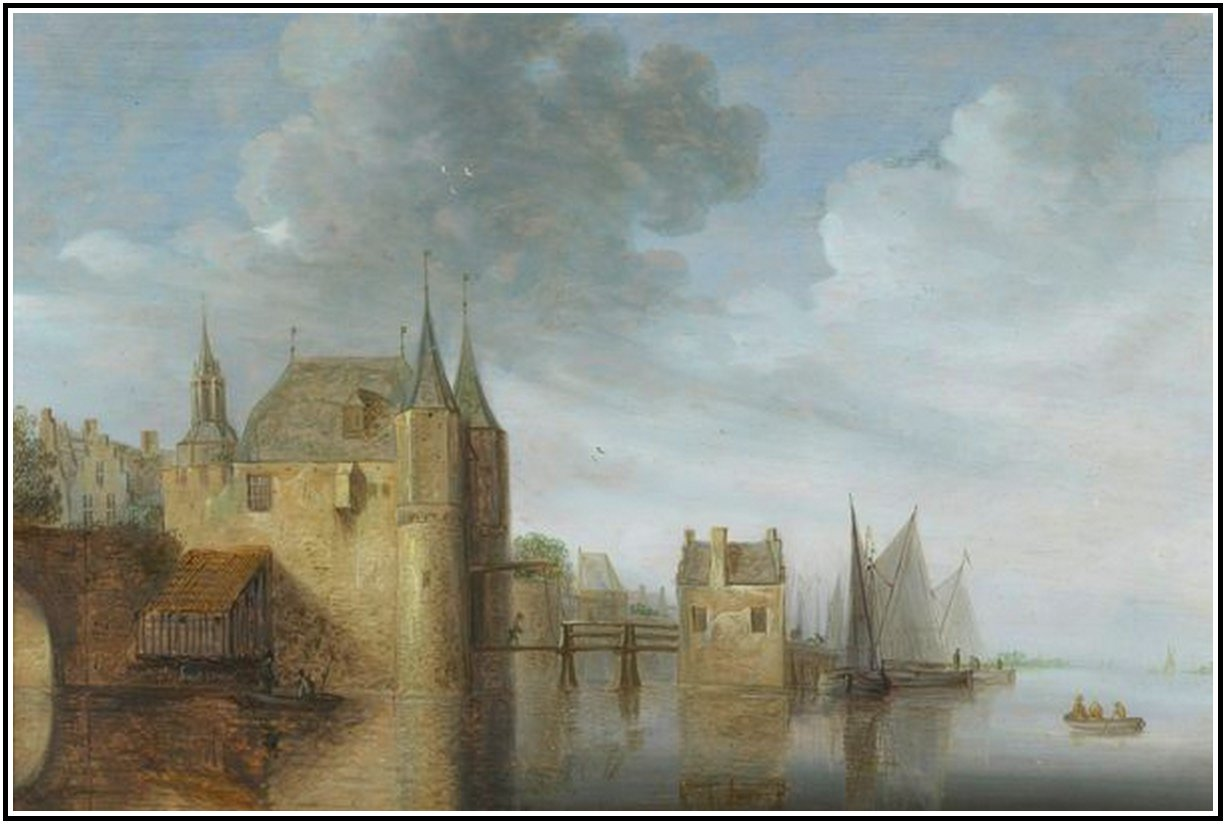
Речной пейзаж с рыбаками на фоне замка. Вид на Утрехт. 1645, Музей Виктории и Альберта

Ваутер Кнейф специализировался на речных ландшафтах, имея тенденцию повторять одну и ту же схему с различными вариациями. На его творчество оказали заметное влияние работы Яна ван Гойена и Саломона Рёйсдаля. Творчество Кнейфа и ван Гойена объединяют одинаковая тематика, тональность живописи, работа со светом и приёмы использования перспективы. Схожесть их работ настолько велика, что его произведения иногда путают с произведениями ван Гойена (а иногда и преднамеренно приписывают ван Гойену). Однако работы последнего, в отличие от живописи Ваутера Кнейфа, выделяются более утончённой прорисовкой — деревья и облака, изображения домов отличаются более тщательной проработкой деталей. Кисть Ваутера Кнейфа более рыхлая и свободная, природа более манерна, изображения фигурок рыбаков, часто сгорбленных, носят схематический характер.
Многие работы Кнейфа узнаваемы по преобладанию определённой цветовой гаммы на различных фрагментах его живописных работ: стальной синеватый цвет на крышах замков и серо-чёрный цвет речной и морской воды. Некоторые из его пейзажей выполнены с топографической точностью и могут быть идентифицированы в наше время, другие же изображают известные здания, но помещены они волей художника в воображаемые места.
Работы Кнейфа хранятся в крупнейших музеях мира, в том числе в Эрмитаже, Рейксмюсеуме, Музее Виктории и Альберта. Картины художника продаются на известных мировых аукционах: Christie’s, Sotheby’s и др. Династия художников Кнейф занесена в словарь наиболее значимых художников и скульпторов Эмануэля Бенезита.

## Интересные сведения
- Сохранились юридические документы, утверждающие, что Ваутер Кнейф пытался продать некоему Wijnants поддельную картину. Последний требовал от художника выплату в 50 гульденов в качестве убытков, в том числе 33 гульдена в качестве морального ущерба. Однако Кнейф отрицал факт подделки и обещал в течение двух-трёх недель доказать, что картина соответствует первоначальному описанию[15].
- Некоторые работы Ваутера Кнейфа имеют подпись известных художников — его современников, что порой затрудняет их атрибуцию. В частности, многие работы Книффа были позже приписаны Яну ван Гойену путем изменения монограммы. В работе «Взгляде на Дордрехта» (1643 год; Рейксмюсеум, Амстердам), поставлена фальшивая подпись ван Гойена. Принадлежит ли поддельная подпись самому Кнейфу, или она сделана кем-то позже, остаётся неизвестным[8].

## Галерея работ Ваутера Кнейфа

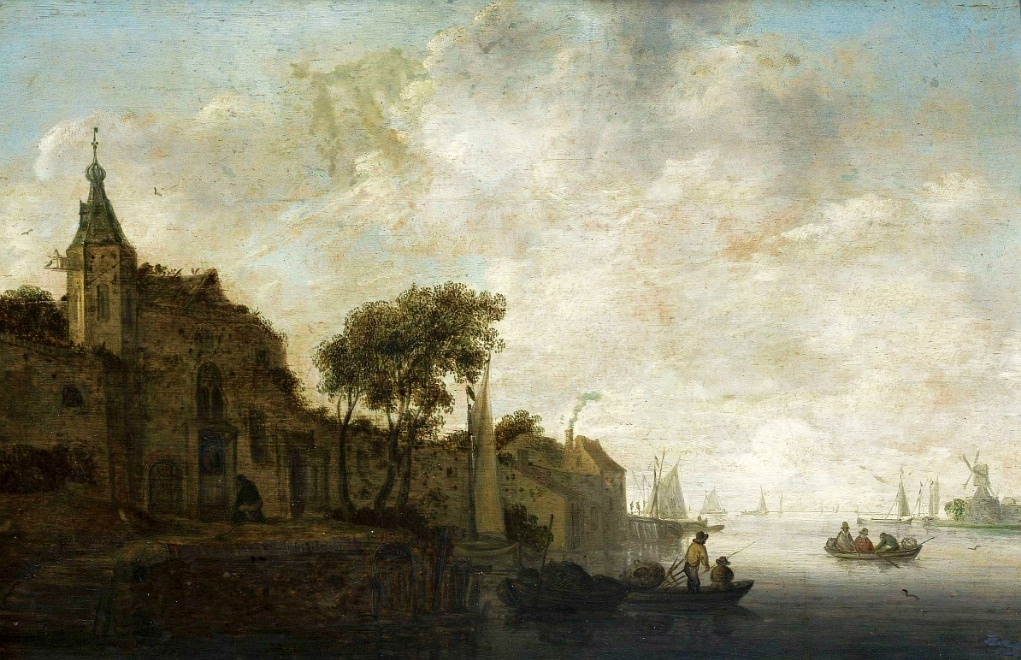
«Вид на канал», 1640
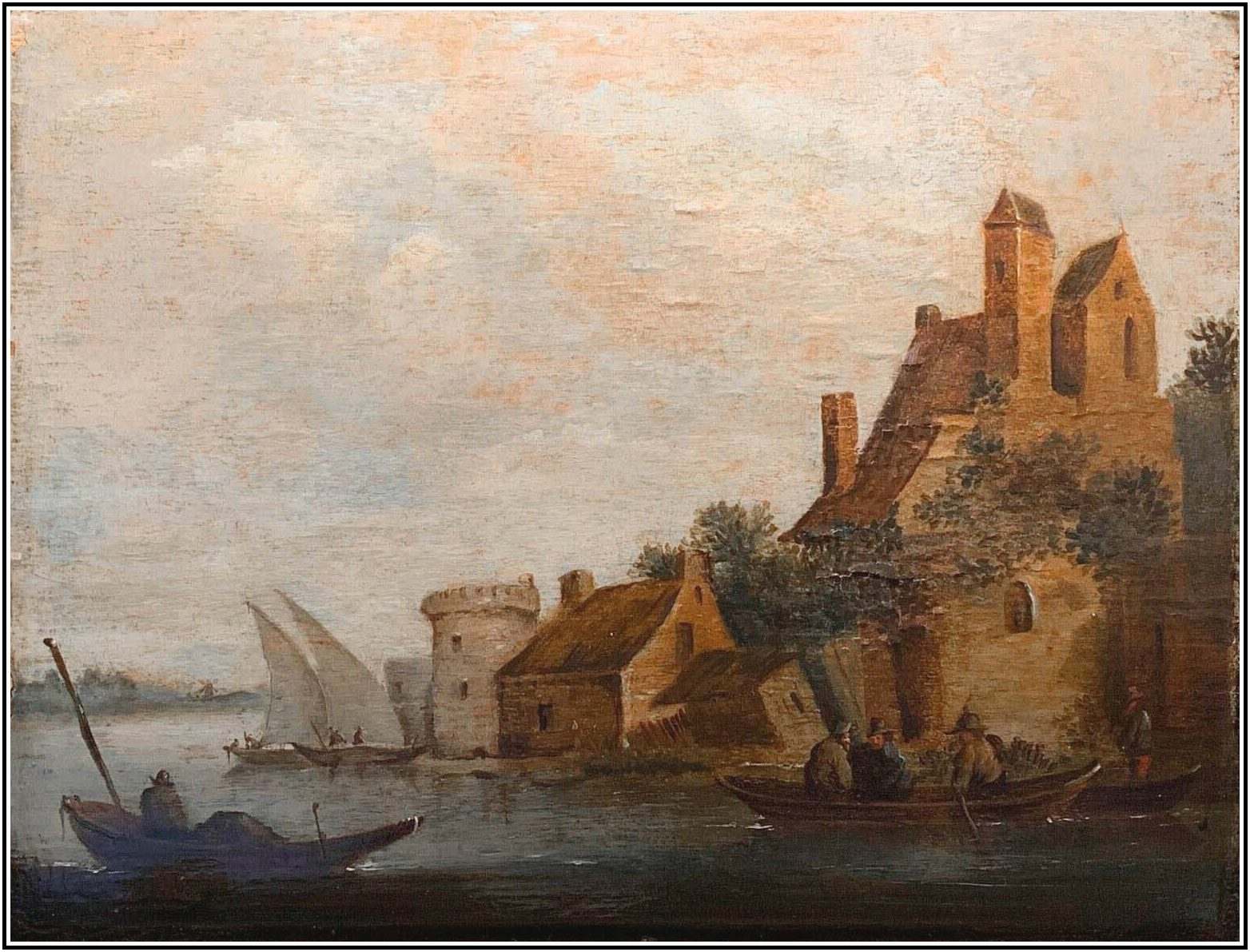
«Речной пейзаж с рыбацкими лодками», 1640
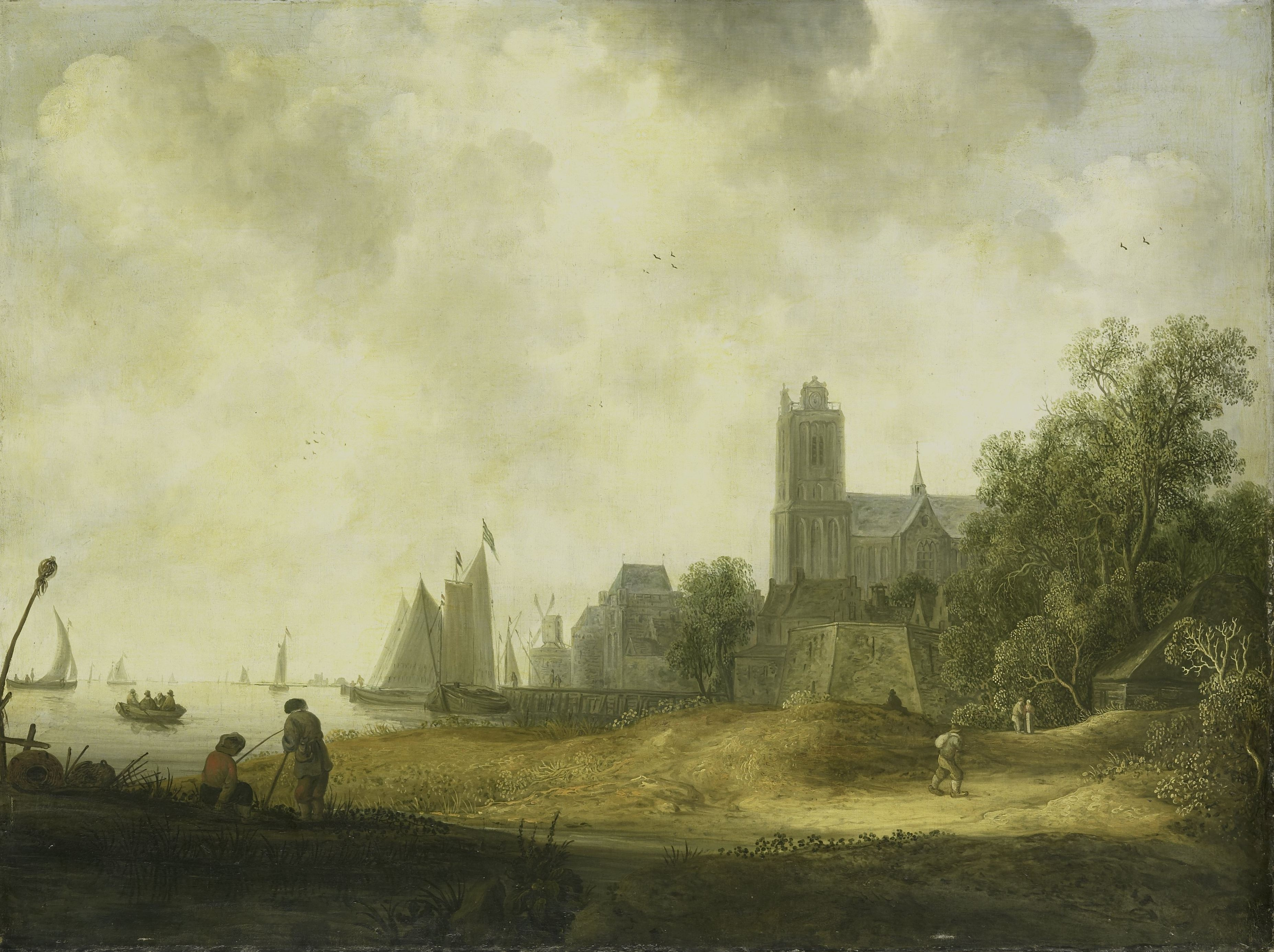
«Вид на Дордрехт», ок. 1650
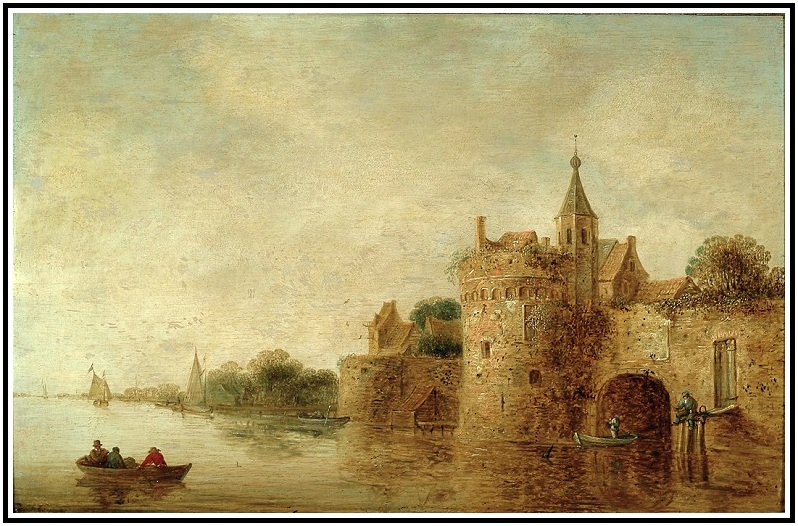
«Речной пейзаж», ок. 1650
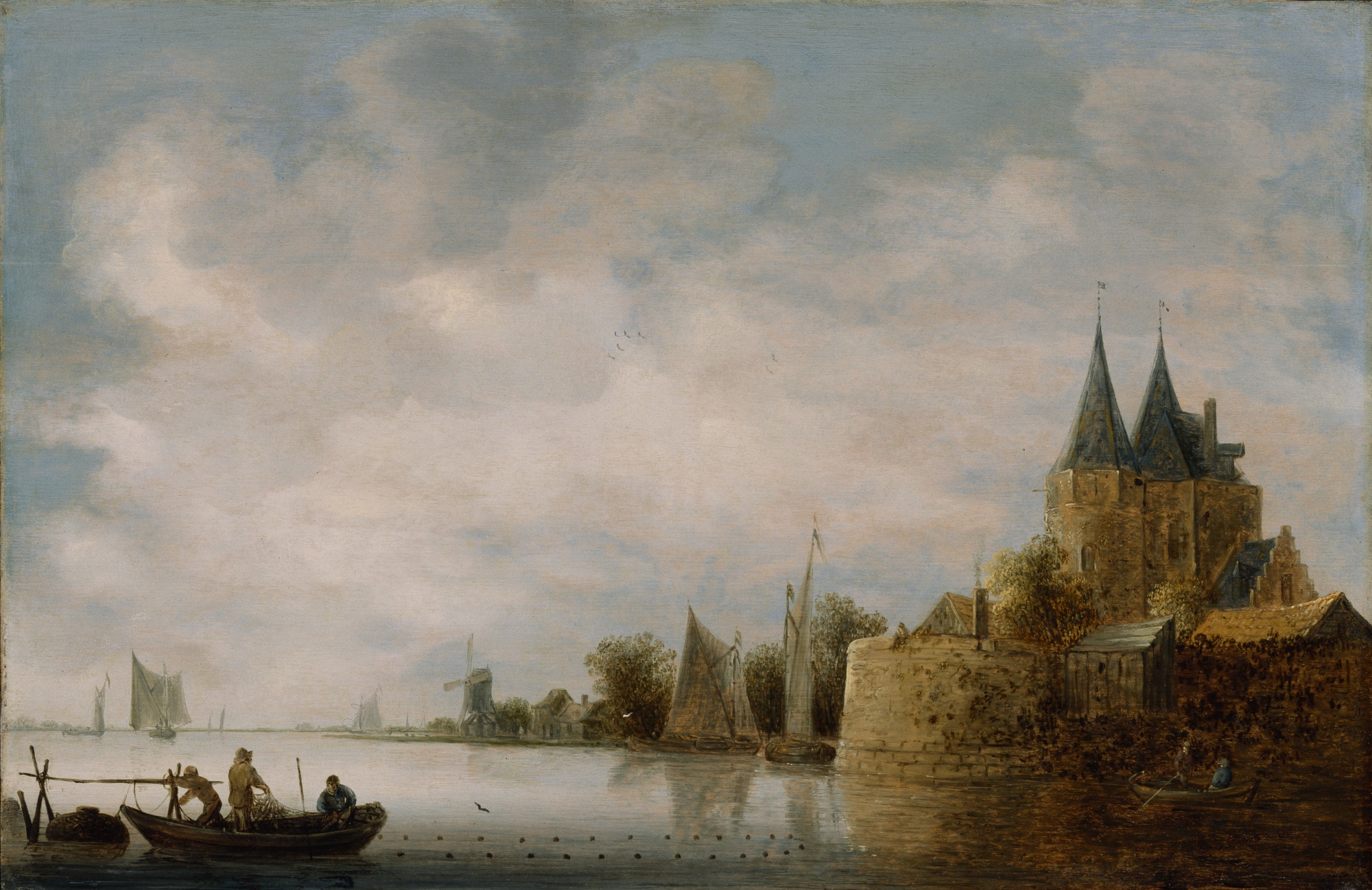
«Вид Северного порта в Хоорне», ок. 1650